# 尉長命
尉 長命（うつ ちょうめい、生没年不詳）は、中国の北魏末から東魏にかけての軍人。本貫は太安郡狄那県。

## 経歴
北魏の鎮遠将軍・代郡太守の尉顕の子として生まれた。破六韓抜陵の乱が起こると、太原に移住した。普泰元年（531年）、高歓が起兵するにあたって、長命は計画に参与した。中興2年（532年）、高歓の下で爾朱氏を韓陵に破り、安南将軍に任じられた。永熙3年（534年）、樊子鵠が兗州で乱を起こすと、長命は東南道大都督に任ぜられて、諸軍とともにこれを平定した。范陽城に移り、幽州刺史に就任して、督安平二州事をつとめた。まもなく病のため職を辞した。しばらくして、車騎大将軍・都督西燕幽滄瀛四州諸軍事・幽州刺史として再起した。幽州で死去した。生前の官位を贈られ、加えて司空の位を贈られた。諡を武壮といった。
子に尉興敬があり、冠軍将軍となったが、邙山の戦いで戦没した。

## 伝記資料
- 『北斉書』巻19 列伝第11
- 『北史』巻53 列伝第41